# Cantón de Caussade
El cantón de Caussade era una división administrativa francesa, que estaba situada en el departamento de Tarn y Garona y la región de Mediodía-Pirineos.

## Composición
El cantón estaba formado por once comunas:
- Cayriech
- Caussade
- Cayrac
- Lavaurette
- Mirabel
- Monteils
- Réalville
- Saint-Cirq
- Saint-Georges
- Saint-Vincent-d'Autéjac
- Septfonds

## Supresión del cantón de Caussade
En aplicación del Decreto nº 2014-273 de 27 de febrero de 2014, el cantón de Caussade fue suprimido el 22 de marzo de 2015 y sus 11 comunas pasaron a formar parte; seis del nuevo cantón de Quercy-Rouergue, cuatro del nuevo cantón de Quercy-Aveyron y una del nuevo cantón de Aveyron-Lère.